# 上弗兰肯拜罗伊特
上弗兰肯拜罗伊特1921竞赛联合会注册协会（德語：Spielvereinigung Oberfranken Bayreuth von 1921 e. V.）通称拜罗伊特，是一家来自德国巴伐利亚州上弗兰肯行政区首府拜罗伊特的足球俱乐部，自2022-23赛季起参加德国足球丙级联赛。其历史最佳成绩除入围过1979年德甲附加赛之外，还曾于1977年和1980年两度闯入德国足协杯四分之一决赛。
自2013年以来，俱乐部的足球部门已拆分为“上弗兰肯拜罗伊特1921竞赛联合会有限公司”。除了注册协会必须根据50+1规则至少持有51%的表决权份额外，另一位股东是以有限责任公司的形式参份。

## 外部連結
- 官方网站